# One on One (série télévisée)
Pour les articles homonymes, voir One on One.
One on One est une sitcom américaine en 113 épisodes de 22 minutes, créée par Eunetta T. Boone et diffusée entre le 3 septembre 2001 et le 16 mai 2006 sur le réseau UPN.
La série est inédite dans tous les pays francophones.

## Distribution
- Flex Alexander : Mark « Flex » Washington (saisons 1 à 4 puis invité)
- Kyla Pratt : Breanna Barnes
- Robert Ri'chard (en) : Arnaz
- Sicily (en) : Spirit Jones (saisons 1 à 4)
- Kelly Perine (en) : Duane Odell Knox (saisons 1 à 4)
- Jonathan Chase : Cash (saison 5)
- Camille Mana (en) : Lisa (saison 5)
- Ray J : D-Mack (saison 5)
- Nicole Paggi : Sarah (saison 5)
- Tichina Arnold : Nicole Barnes (récurrente)
- Patricia Belcher : Dr Gilkes (récurrente)